# Dubaï Tour 2018
Le Dubaï Tour 2018 est la 5e édition de cette course cycliste sur route masculine. Il a lieu du 6 février au 10 février 2018 aux Émirats arabes unis. Il fait partie du calendrier UCI Asia Tour 2018 en catégorie 2.HC. Elia Viviani remporte le classement général, ainsi que deux étapes au sprint.

## Présentation
Le Dubaï Tour est organisé par le Dubai Sports Council (en) en partenariat avec RCS Sport (en), entreprise italienne propriétaire notamment du Tour d'Italie. RCS Sport coorganise également le Tour d'Abou Dabi, qui a lieu deux semaines plus tard.

### Parcours
Toutes les étapes commencent au même endroit, dans le quartier de Dubaï Marina de Dubaï, à proximité des hôtels où sont logés les coureurs. La première étape arrive sur l'archipel artificiel de Palm Jumeirah, après être passée par le futur site de l'Exposition universelle de 2020 et la piste cyclable d'Al Qudra. Le lendemain, la course passe par quatre émirats voisins, Charjah, Ajman, Oumm al Qaïwaïn et Ras el Khaïmah pour s'achever dans ce dernier, sur la Al Quawasim Corniche Road. La troisième étape traverse les dunes de sable rouge et le nord de la chaîne des monts Hajar et arrive dans l'émirat de Fujaïrah. Avec son final en côte au barrage de Hatta, dans les monts Hajar, la quatrième étape est la plus susceptible d'échapper aux sprinters et peut être qualifiée d'« étape-reine ». Les 200 derniers mètres présentent une pente maximale de 17 %. La dernière étape est disputée entièrement dans la ville de Dubaï.

### Participations
Seize équipes ont été invités à ce Dubaï Tour : neuf équipes World Tour, trois équipes continentales professionnelles, une équipe continentale, et une équipe nationale émiraties.
| WorldTeams (9)- Astana - Bahrain-Merida - BMC Racing Team - Quick-Step Floors - Dimension Data - Katusha-Alpecin - Lotto NL-Jumbo - Trek-Segafredo - UAE Team Emirates Équipes continentales professionnelles (5)- Aqua Blue Sport - Cofidis, Solutions Crédits - Rally Cycling - Team Novo Nordisk - Wilier Triestina-Selle Italia Équipe continentale- Mitchelton-BikeExchange Équipe nationale- Émirats arabes unis |
| |

Plusieurs des meilleurs sprinters sur route participent au Dubaï Tour. Pour Nacer Bouhanni (Cofidis), Mark Cavendish (Dimension Data), Sonny Colbrelli (Bahrain-Merida), Dylan Groenewegen (LottoNL-Jumbo), Marcel Kittel (Katusha-Alpecin) et Alexander Kristoff (UAE Team Emirates), il s'agit de la première course de l'année. Ces deux derniers font leurs débuts avec leur nouvelle équipe.  John Degenkolb (Trek-Segafredo), Jakub Mareczko (Wilier Triestina-Selle Italia) et Elia Viviani (Quick-Step Floors) ont déjà couru et gagné en début d'année.

## Étapes
| Étape     | Date    | Villes étapes          | type            | Distance (km) | Vainqueur d'étape | Leader du classement général |
| --------- | ------- | ---------------------- | --------------- | ------------- | ----------------- | ---------------------------- |
| 1re étape | 6 fév.  | Dubaï – Palm Jumeirah  | étape de plaine | 167           | Dylan Groenewegen | Dylan Groenewegen            |
| 2e étape  | 7 fév.  | Dubaï – Ras el Khaïmah | étape de plaine | 190           | Elia Viviani      | Dylan Groenewegen            |
| 3e étape  | 8 fév.  | Dubaï – Fujaïrah       | étape de plaine | 180           | Mark Cavendish    | Elia Viviani                 |
| 4e étape  | 9 fév.  | Dubaï – Hatta          | étape vallonnée | 172           | Sonny Colbrelli   | Elia Viviani                 |
| 5e étape  | 10 fév. | Dubaï – Dubaï          | étape de plaine | 132           | Elia Viviani      | Elia Viviani                 |

## Déroulement de la course

### 1reétape
| \| Classement de l'étape \| Classement de l'étape \| Classement de l'étape \| Classement de l'étape \| Classement de l'étape \| \| Coureur \| Coureur \| Pays \| Équipe \| Temps \| \| --------------------- \| --------------------- \| --------------------- \| -------------------------- \| --------------------- \| \| 1er \| Dylan Groenewegen \| Pays-Bas \| LottoNL-Jumbo \| 3 h 51 min 35 s \| \| 2e \| Magnus Cort Nielsen \| Danemark \| Astana \| + 0 s \| \| 3e \| Elia Viviani \| Italie \| Quick-Step Floors \| + 0 s \| \| 4e \| Alexander Kristoff \| Norvège \| UAE Team Emirates \| + 0 s \| \| 5e \| Nacer Bouhanni \| France \| Cofidis, Solutions Crédits \| + 0 s \| \| 6e \| Jacob Hennessy \| Royaume-Uni \| Mitchelton-BikeExchange \| + 0 s \| \| 7e \| Eric Young \| États-Unis \| Rally Cycling \| + 0 s \| \| 8e \| Sonny Colbrelli \| Italie \| Bahrain-Merida \| + 0 s \| \| 9e \| Andrea Peron \| Italie \| Team Novo Nordisk \| + 0 s \| \| 10e \| Loïc Vliegen \| Belgique \| BMC Racing Team \| + 0 s \| |                     |             |                            |                 |
| |                     |             |                            |                 |
| |                     |             |                            |                 |
| Classement de l'étape |                     |             |                            |                 |
| Coureur | Coureur             | Pays        | Équipe                     | Temps           |
| 1er | Dylan Groenewegen   | Pays-Bas    | LottoNL-Jumbo              | 3 h 51 min 35 s |
| 2e | Magnus Cort Nielsen | Danemark    | Astana                     | + 0 s           |
| 3e | Elia Viviani        | Italie      | Quick-Step Floors          | + 0 s           |
| 4e | Alexander Kristoff  | Norvège     | UAE Team Emirates          | + 0 s           |
| 5e | Nacer Bouhanni      | France      | Cofidis, Solutions Crédits | + 0 s           |
| 6e | Jacob Hennessy      | Royaume-Uni | Mitchelton-BikeExchange    | + 0 s           |
| 7e | Eric Young          | États-Unis  | Rally Cycling              | + 0 s           |
| 8e | Sonny Colbrelli     | Italie      | Bahrain-Merida             | + 0 s           |
| 9e | Andrea Peron        | Italie      | Team Novo Nordisk          | + 0 s           |
| 10e | Loïc Vliegen        | Belgique    | BMC Racing Team            | + 0 s           |

| \| Classement général \| Classement général \| Classement général \| Classement général \| Classement général \| \| Coureur \| Coureur \| Pays \| Équipe \| Temps \| \| ------------------ \| -------------------- \| ------------------ \| -------------------------- \| ------------------ \| \| 1er \| Dylan Groenewegen \| Pays-Bas \| LottoNL-Jumbo \| 3 h 51 min 25 s \| \| 2e \| Magnus Cort Nielsen \| Danemark \| Astana \| + 4 s \| \| 3e \| Elia Viviani \| Italie \| Quick-Step Floors \| + 6 s \| \| 4e \| Nathan Van Hooydonck \| Belgique \| BMC Racing Team \| + 7 s \| \| 5e \| Alexander Kristoff \| Norvège \| UAE Team Emirates \| + 10 s \| \| 6e \| Nacer Bouhanni \| France \| Cofidis, Solutions Crédits \| + 10 s \| \| 7e \| Jacob Hennessy \| Royaume-Uni \| Mitchelton-BikeExchange \| + 10 s \| \| 8e \| Eric Young \| États-Unis \| Rally Cycling \| + 10 s \| \| 9e \| Sonny Colbrelli \| Italie \| Bahrain-Merida \| + 10 s \| \| 10e \| Andrea Peron \| Italie \| Team Novo Nordisk \| + 10 s \| |                      |             |                            |                 |
| |                      |             |                            |                 |
| |                      |             |                            |                 |
| Classement général |                      |             |                            |                 |
| Coureur | Coureur              | Pays        | Équipe                     | Temps           |
| 1er | Dylan Groenewegen    | Pays-Bas    | LottoNL-Jumbo              | 3 h 51 min 25 s |
| 2e | Magnus Cort Nielsen  | Danemark    | Astana                     | + 4 s           |
| 3e | Elia Viviani         | Italie      | Quick-Step Floors          | + 6 s           |
| 4e | Nathan Van Hooydonck | Belgique    | BMC Racing Team            | + 7 s           |
| 5e | Alexander Kristoff   | Norvège     | UAE Team Emirates          | + 10 s          |
| 6e | Nacer Bouhanni       | France      | Cofidis, Solutions Crédits | + 10 s          |
| 7e | Jacob Hennessy       | Royaume-Uni | Mitchelton-BikeExchange    | + 10 s          |
| 8e | Eric Young           | États-Unis  | Rally Cycling              | + 10 s          |
| 9e | Sonny Colbrelli      | Italie      | Bahrain-Merida             | + 10 s          |
| 10e | Andrea Peron         | Italie      | Team Novo Nordisk          | + 10 s          |

### 2eétape
| \| Classement de l'étape \| Classement de l'étape \| Classement de l'étape \| Classement de l'étape \| Classement de l'étape \| \| Coureur \| Coureur \| Pays \| Équipe \| Temps \| \| --------------------- \| --------------------- \| --------------------- \| --------------------- \| --------------------- \| \| 1er \| Elia Viviani \| Italie \| Quick-Step Floors \| 4 h 34 min 31 s \| \| 2e \| Dylan Groenewegen \| Pays-Bas \| LottoNL-Jumbo \| + 0 s \| \| 3e \| Riccardo Minali \| Italie \| Astana \| + 0 s \| \| 4e \| Mark Cavendish \| Royaume-Uni \| Dimension Data \| + 0 s \| \| 5e \| John Degenkolb \| Allemagne \| Trek-Segafredo \| + 0 s \| \| 6e \| Magnus Cort Nielsen \| Danemark \| Astana \| + 0 s \| \| 7e \| Alexander Kristoff \| Norvège \| UAE Team Emirates \| + 0 s \| \| 8e \| Jempy Drucker \| Luxembourg \| BMC Racing Team \| + 0 s \| \| 9e \| Sonny Colbrelli \| Italie \| Bahrain-Merida \| + 0 s \| \| 10e \| Adam Blythe \| Royaume-Uni \| Aqua Blue Sport \| + 0 s \| |                     |             |                   |                 |
| |                     |             |                   |                 |
| |                     |             |                   |                 |
| Classement de l'étape |                     |             |                   |                 |
| Coureur | Coureur             | Pays        | Équipe            | Temps           |
| 1er | Elia Viviani        | Italie      | Quick-Step Floors | 4 h 34 min 31 s |
| 2e | Dylan Groenewegen   | Pays-Bas    | LottoNL-Jumbo     | + 0 s           |
| 3e | Riccardo Minali     | Italie      | Astana            | + 0 s           |
| 4e | Mark Cavendish      | Royaume-Uni | Dimension Data    | + 0 s           |
| 5e | John Degenkolb      | Allemagne   | Trek-Segafredo    | + 0 s           |
| 6e | Magnus Cort Nielsen | Danemark    | Astana            | + 0 s           |
| 7e | Alexander Kristoff  | Norvège     | UAE Team Emirates | + 0 s           |
| 8e | Jempy Drucker       | Luxembourg  | BMC Racing Team   | + 0 s           |
| 9e | Sonny Colbrelli     | Italie      | Bahrain-Merida    | + 0 s           |
| 10e | Adam Blythe         | Royaume-Uni | Aqua Blue Sport   | + 0 s           |

| \| Classement général \| Classement général \| Classement général \| Classement général \| Classement général \| \| Coureur \| Coureur \| Pays \| Équipe \| Temps \| \| ------------------ \| -------------------- \| ------------------ \| -------------------------- \| ------------------ \| \| 1er \| Dylan Groenewegen \| Pays-Bas \| LottoNL-Jumbo \| 8 h 25 min 50 s \| \| 2e \| Elia Viviani \| Italie \| Quick-Step Floors \| + 2 s \| \| 3e \| Nathan Van Hooydonck \| Belgique \| BMC Racing Team \| + 9 s \| \| 4e \| Magnus Cort Nielsen \| Danemark \| Astana \| + 10 s \| \| 5e \| Riccardo Minali \| Italie \| Astana \| + 12 s \| \| 6e \| Alexander Kristoff \| Norvège \| UAE Team Emirates \| + 16 s \| \| 7e \| Nacer Bouhanni \| France \| Cofidis, Solutions Crédits \| + 16 s \| \| 8e \| Sonny Colbrelli \| Italie \| Bahrain-Merida \| + 16 s \| \| 9e \| John Degenkolb \| Allemagne \| Trek-Segafredo \| + 16 s \| \| 10e \| Jacob Hennessy \| Royaume-Uni \| Mitchelton-BikeExchange \| + 16 s \| |                      |             |                            |                 |
| |                      |             |                            |                 |
| |                      |             |                            |                 |
| Classement général |                      |             |                            |                 |
| Coureur | Coureur              | Pays        | Équipe                     | Temps           |
| 1er | Dylan Groenewegen    | Pays-Bas    | LottoNL-Jumbo              | 8 h 25 min 50 s |
| 2e | Elia Viviani         | Italie      | Quick-Step Floors          | + 2 s           |
| 3e | Nathan Van Hooydonck | Belgique    | BMC Racing Team            | + 9 s           |
| 4e | Magnus Cort Nielsen  | Danemark    | Astana                     | + 10 s          |
| 5e | Riccardo Minali      | Italie      | Astana                     | + 12 s          |
| 6e | Alexander Kristoff   | Norvège     | UAE Team Emirates          | + 16 s          |
| 7e | Nacer Bouhanni       | France      | Cofidis, Solutions Crédits | + 16 s          |
| 8e | Sonny Colbrelli      | Italie      | Bahrain-Merida             | + 16 s          |
| 9e | John Degenkolb       | Allemagne   | Trek-Segafredo             | + 16 s          |
| 10e | Jacob Hennessy       | Royaume-Uni | Mitchelton-BikeExchange    | + 16 s          |

### 3eétape
Le leader de la course Dylan Groenewegen reçoit une pénalité de 20 secondes pour s'être abrité trop longtemps derrière une voiture suiveuse.
| \| Classement de l'étape \| Classement de l'étape \| Classement de l'étape \| Classement de l'étape \| Classement de l'étape \| \| Coureur \| Coureur \| Pays \| Équipe \| Temps \| \| --------------------- \| --------------------- \| --------------------- \| -------------------------- \| --------------------- \| \| 1er \| Mark Cavendish \| Royaume-Uni \| Dimension Data \| 3 h 53 min 46 s \| \| 2e \| Nacer Bouhanni \| France \| Cofidis, Solutions Crédits \| + 0 s \| \| 3e \| Marcel Kittel \| Allemagne \| Katusha-Alpecin \| + 0 s \| \| 4e \| Adam Blythe \| Royaume-Uni \| Aqua Blue Sport \| + 0 s \| \| 5e \| Sonny Colbrelli \| Italie \| Bahrain-Merida \| + 0 s \| \| 6e \| Elia Viviani \| Italie \| Quick-Step Floors \| + 0 s \| \| 7e \| Alexander Kristoff \| Norvège \| UAE Team Emirates \| + 0 s \| \| 8e \| Magnus Cort Nielsen \| Danemark \| Astana \| + 0 s \| \| 9e \| Riccardo Minali \| Italie \| Astana \| + 0 s \| \| 10e \| Dylan Groenewegen \| Pays-Bas \| LottoNL-Jumbo \| + 0 s \| |                     |             |                            |                 |
| |                     |             |                            |                 |
| |                     |             |                            |                 |
| Classement de l'étape |                     |             |                            |                 |
| Coureur | Coureur             | Pays        | Équipe                     | Temps           |
| 1er | Mark Cavendish      | Royaume-Uni | Dimension Data             | 3 h 53 min 46 s |
| 2e | Nacer Bouhanni      | France      | Cofidis, Solutions Crédits | + 0 s           |
| 3e | Marcel Kittel       | Allemagne   | Katusha-Alpecin            | + 0 s           |
| 4e | Adam Blythe         | Royaume-Uni | Aqua Blue Sport            | + 0 s           |
| 5e | Sonny Colbrelli     | Italie      | Bahrain-Merida             | + 0 s           |
| 6e | Elia Viviani        | Italie      | Quick-Step Floors          | + 0 s           |
| 7e | Alexander Kristoff  | Norvège     | UAE Team Emirates          | + 0 s           |
| 8e | Magnus Cort Nielsen | Danemark    | Astana                     | + 0 s           |
| 9e | Riccardo Minali     | Italie      | Astana                     | + 0 s           |
| 10e | Dylan Groenewegen   | Pays-Bas    | LottoNL-Jumbo              | + 0 s           |

| \| Classement général \| Classement général \| Classement général \| Classement général \| Classement général \| \| Coureur \| Coureur \| Pays \| Équipe \| Temps \| \| ------------------ \| -------------------- \| ------------------ \| -------------------------- \| ------------------ \| \| 1er \| Elia Viviani \| Italie \| Quick-Step Floors \| 12 h 19 min 38 s \| \| 2e \| Mark Cavendish \| Royaume-Uni \| Dimension Data \| + 4 s \| \| 3e \| Nathan Van Hooydonck \| Belgique \| BMC Racing Team \| + 7 s \| \| 4e \| Magnus Cort Nielsen \| Danemark \| Astana \| + 8 s \| \| 5e \| Nacer Bouhanni \| France \| Cofidis, Solutions Crédits \| + 8 s \| \| 6e \| Loïc Vliegen \| Belgique \| BMC Racing Team \| + 8 s \| \| 7e \| Marcel Kittel \| Allemagne \| Katusha-Alpecin \| + 10 s \| \| 8e \| Riccardo Minali \| Italie \| Astana \| + 10 s \| \| 9e \| Alexander Kristoff \| Norvège \| UAE Team Emirates \| + 14 s \| \| 10e \| Sonny Colbrelli \| Italie \| Bahrain-Merida \| + 14 s \| |                      |             |                            |                  |
| |                      |             |                            |                  |
| |                      |             |                            |                  |
| Classement général |                      |             |                            |                  |
| Coureur | Coureur              | Pays        | Équipe                     | Temps            |
| 1er | Elia Viviani         | Italie      | Quick-Step Floors          | 12 h 19 min 38 s |
| 2e | Mark Cavendish       | Royaume-Uni | Dimension Data             | + 4 s            |
| 3e | Nathan Van Hooydonck | Belgique    | BMC Racing Team            | + 7 s            |
| 4e | Magnus Cort Nielsen  | Danemark    | Astana                     | + 8 s            |
| 5e | Nacer Bouhanni       | France      | Cofidis, Solutions Crédits | + 8 s            |
| 6e | Loïc Vliegen         | Belgique    | BMC Racing Team            | + 8 s            |
| 7e | Marcel Kittel        | Allemagne   | Katusha-Alpecin            | + 10 s           |
| 8e | Riccardo Minali      | Italie      | Astana                     | + 10 s           |
| 9e | Alexander Kristoff   | Norvège     | UAE Team Emirates          | + 14 s           |
| 10e | Sonny Colbrelli      | Italie      | Bahrain-Merida             | + 14 s           |

### 4eétape
| \| Classement de l'étape \| Classement de l'étape \| Classement de l'étape \| Classement de l'étape \| Classement de l'étape \| \| Coureur \| Coureur \| Pays \| Équipe \| Temps \| \| --------------------- \| --------------------- \| --------------------- \| -------------------------- \| --------------------- \| \| 1er \| Sonny Colbrelli \| Italie \| Bahrain-Merida \| 3 h 40 min 50 s \| \| 2e \| Magnus Cort Nielsen \| Danemark \| Astana \| + 0 s \| \| 3e \| Timo Roosen \| Pays-Bas \| LottoNL-Jumbo \| + 0 s \| \| 4e \| Alexander Kristoff \| Norvège \| UAE Team Emirates \| + 0 s \| \| 5e \| Giacomo Nizzolo \| Italie \| Trek-Segafredo \| + 0 s \| \| 6e \| Elia Viviani \| Italie \| Quick-Step Floors \| + 0 s \| \| 7e \| Tom Bohli \| Suisse \| BMC Racing Team \| + 0 s \| \| 8e \| Nacer Bouhanni \| France \| Cofidis, Solutions Crédits \| + 0 s \| \| 9e \| Loïc Vliegen \| Belgique \| BMC Racing Team \| + 0 s \| \| 10e \| Nathan Van Hooydonck \| Belgique \| BMC Racing Team \| + 0 s \| |                      |          |                            |                 |
| |                      |          |                            |                 |
| |                      |          |                            |                 |
| Classement de l'étape |                      |          |                            |                 |
| Coureur | Coureur              | Pays     | Équipe                     | Temps           |
| 1er | Sonny Colbrelli      | Italie   | Bahrain-Merida             | 3 h 40 min 50 s |
| 2e | Magnus Cort Nielsen  | Danemark | Astana                     | + 0 s           |
| 3e | Timo Roosen          | Pays-Bas | LottoNL-Jumbo              | + 0 s           |
| 4e | Alexander Kristoff   | Norvège  | UAE Team Emirates          | + 0 s           |
| 5e | Giacomo Nizzolo      | Italie   | Trek-Segafredo             | + 0 s           |
| 6e | Elia Viviani         | Italie   | Quick-Step Floors          | + 0 s           |
| 7e | Tom Bohli            | Suisse   | BMC Racing Team            | + 0 s           |
| 8e | Nacer Bouhanni       | France   | Cofidis, Solutions Crédits | + 0 s           |
| 9e | Loïc Vliegen         | Belgique | BMC Racing Team            | + 0 s           |
| 10e | Nathan Van Hooydonck | Belgique | BMC Racing Team            | + 0 s           |

| \| Classement général \| Classement général \| Classement général \| Classement général \| Classement général \| \| Coureur \| Coureur \| Pays \| Équipe \| Temps \| \| ------------------ \| -------------------- \| ------------------ \| -------------------------- \| ------------------ \| \| 1er \| Elia Viviani \| Italie \| Quick-Step Floors \| 16 h 00 min 28 s \| \| 2e \| Magnus Cort Nielsen \| Danemark \| Astana \| + 2 s \| \| 3e \| Sonny Colbrelli \| Italie \| Bahrain-Merida \| + 4 s \| \| 4e \| Nathan Van Hooydonck \| Belgique \| BMC Racing Team \| + 7 s \| \| 5e \| Nacer Bouhanni \| France \| Cofidis, Solutions Crédits \| + 8 s \| \| 6e \| Loïc Vliegen \| Belgique \| BMC Racing Team \| + 8 s \| \| 7e \| Timo Roosen \| Pays-Bas \| LottoNL-Jumbo \| + 10 s \| \| 8e \| Alexander Kristoff \| Norvège \| UAE Team Emirates \| + 14 s \| \| 9e \| Jempy Drucker \| Luxembourg \| BMC Racing Team \| + 14 s \| \| 10e \| Dylan Teuns \| Belgique \| BMC Racing Team \| + 14 s \| |                      |            |                            |                  |
| |                      |            |                            |                  |
| |                      |            |                            |                  |
| Classement général |                      |            |                            |                  |
| Coureur | Coureur              | Pays       | Équipe                     | Temps            |
| 1er | Elia Viviani         | Italie     | Quick-Step Floors          | 16 h 00 min 28 s |
| 2e | Magnus Cort Nielsen  | Danemark   | Astana                     | + 2 s            |
| 3e | Sonny Colbrelli      | Italie     | Bahrain-Merida             | + 4 s            |
| 4e | Nathan Van Hooydonck | Belgique   | BMC Racing Team            | + 7 s            |
| 5e | Nacer Bouhanni       | France     | Cofidis, Solutions Crédits | + 8 s            |
| 6e | Loïc Vliegen         | Belgique   | BMC Racing Team            | + 8 s            |
| 7e | Timo Roosen          | Pays-Bas   | LottoNL-Jumbo              | + 10 s           |
| 8e | Alexander Kristoff   | Norvège    | UAE Team Emirates          | + 14 s           |
| 9e | Jempy Drucker        | Luxembourg | BMC Racing Team            | + 14 s           |
| 10e | Dylan Teuns          | Belgique   | BMC Racing Team            | + 14 s           |

### 5eétape
| \| Classement de l'étape \| Classement de l'étape \| Classement de l'étape \| Classement de l'étape \| Classement de l'étape \| \| Coureur \| Coureur \| Pays \| Équipe \| Temps \| \| --------------------- \| --------------------- \| --------------------- \| --------------------- \| --------------------- \| \| 1er \| Elia Viviani \| Italie \| Quick-Step Floors \| 3 h 05 min 28 s \| \| 2e \| Marco Haller \| Autriche \| Katusha-Alpecin \| + 0 s \| \| 3e \| Adam Blythe \| Royaume-Uni \| Aqua Blue Sport \| + 0 s \| \| 4e \| Jempy Drucker \| Luxembourg \| BMC Racing Team \| + 0 s \| \| 5e \| Rick Zabel \| Allemagne \| Katusha-Alpecin \| + 0 s \| \| 6e \| Marcel Kittel \| Allemagne \| Katusha-Alpecin \| + 0 s \| \| 7e \| Sonny Colbrelli \| Italie \| Bahrain-Merida \| + 0 s \| \| 8e \| Magnus Cort Nielsen \| Danemark \| Astana \| + 0 s \| \| 9e \| Andrea Peron \| Italie \| Team Novo Nordisk \| + 0 s \| \| 10e \| Fabio Sabatini \| Italie \| Quick-Step Floors \| + 0 s \| |                     |             |                   |                 |
| |                     |             |                   |                 |
| |                     |             |                   |                 |
| Classement de l'étape |                     |             |                   |                 |
| Coureur | Coureur             | Pays        | Équipe            | Temps           |
| 1er | Elia Viviani        | Italie      | Quick-Step Floors | 3 h 05 min 28 s |
| 2e | Marco Haller        | Autriche    | Katusha-Alpecin   | + 0 s           |
| 3e | Adam Blythe         | Royaume-Uni | Aqua Blue Sport   | + 0 s           |
| 4e | Jempy Drucker       | Luxembourg  | BMC Racing Team   | + 0 s           |
| 5e | Rick Zabel          | Allemagne   | Katusha-Alpecin   | + 0 s           |
| 6e | Marcel Kittel       | Allemagne   | Katusha-Alpecin   | + 0 s           |
| 7e | Sonny Colbrelli     | Italie      | Bahrain-Merida    | + 0 s           |
| 8e | Magnus Cort Nielsen | Danemark    | Astana            | + 0 s           |
| 9e | Andrea Peron        | Italie      | Team Novo Nordisk | + 0 s           |
| 10e | Fabio Sabatini      | Italie      | Quick-Step Floors | + 0 s           |

## Classements finals

### Classement général final
| \| Classement général \| Classement général \| Classement général \| Classement général \| Classement général \| \| Coureur \| Coureur \| Pays \| Équipe \| Temps \| \| ------------------ \| -------------------- \| ------------------ \| -------------------------- \| ------------------ \| \| 1er \| Elia Viviani \| Italie \| Quick-Step Floors \| 19 h 05 min 46 s \| \| 2e \| Magnus Cort Nielsen \| Danemark \| Astana \| + 12 s \| \| 3e \| Sonny Colbrelli \| Italie \| Bahrain-Merida \| + 14 s \| \| 4e \| Nathan Van Hooydonck \| Belgique \| BMC Racing Team \| + 17 s \| \| 5e \| Loïc Vliegen \| Belgique \| BMC Racing Team \| + 18 s \| \| 6e \| Nacer Bouhanni \| France \| Cofidis, Solutions Crédits \| + 18 s \| \| 7e \| Timo Roosen \| Pays-Bas \| LottoNL-Jumbo \| + 20 s \| \| 8e \| Jempy Drucker \| Luxembourg \| BMC Racing Team \| + 24 s \| \| 9e \| Alexander Kristoff \| Norvège \| UAE Team Emirates \| + 24 s \| \| 10e \| Rick Zabel \| Allemagne \| Katusha-Alpecin \| + 24 s \| |                      |            |                            |                  |
| |                      |            |                            |                  |
| Source : ProCyclingStats |                      |            |                            |                  |
| Classement général |                      |            |                            |                  |
| Coureur | Coureur              | Pays       | Équipe                     | Temps            |
| 1er | Elia Viviani         | Italie     | Quick-Step Floors          | 19 h 05 min 46 s |
| 2e | Magnus Cort Nielsen  | Danemark   | Astana                     | + 12 s           |
| 3e | Sonny Colbrelli      | Italie     | Bahrain-Merida             | + 14 s           |
| 4e | Nathan Van Hooydonck | Belgique   | BMC Racing Team            | + 17 s           |
| 5e | Loïc Vliegen         | Belgique   | BMC Racing Team            | + 18 s           |
| 6e | Nacer Bouhanni       | France     | Cofidis, Solutions Crédits | + 18 s           |
| 7e | Timo Roosen          | Pays-Bas   | LottoNL-Jumbo              | + 20 s           |
| 8e | Jempy Drucker        | Luxembourg | BMC Racing Team            | + 24 s           |
| 9e | Alexander Kristoff   | Norvège    | UAE Team Emirates          | + 24 s           |
| 10e | Rick Zabel           | Allemagne  | Katusha-Alpecin            | + 24 s           |

### Classements annexes
| Classement par points | Classement par points | Classement par points | Classement par points      | Classement par points |
| Coureur               | Coureur               | Pays                  | Équipe                     | Points                |
| --------------------- | --------------------- | --------------------- | -------------------------- | --------------------- |
| 1er                   | Elia Viviani          | Italie                | Quick-Step Floors          | 71 pts                |
| 2e                    | Magnus Cort Nielsen   | Danemark              | Astana                     | 43 pts                |
| 3e                    | Dylan Groenewegen     | Pays-Bas              | LottoNL-Jumbo              | 42 pts                |
| 4e                    | Sonny Colbrelli       | Italie                | Bahrain-Merida             | 40 pts                |
| 5e                    | Mark Cavendish        | Royaume-Uni           | Dimension Data             | 33 pts                |
| 6e                    | Nacer Bouhanni        | France                | Cofidis, Solutions Crédits | 25 pts                |
| 7e                    | Alexander Kristoff    | Norvège               | UAE Team Emirates          | 24 pts                |
| 8e                    | Adam Blythe           | Royaume-Uni           | Aqua Blue Sport            | 20 pts                |
| 9e                    | Marcel Kittel         | Allemagne             | Katusha-Alpecin            | 16 pts                |
| 10e                   | Marco Haller          | Autriche              | Katusha-Alpecin            | 16 pts                |

| Classement par points | Classement par points | Classement par points | Classement par points      | Classement par points |
| Coureur               | Coureur               | Pays                  | Équipe                     | Points                |
| --------------------- | --------------------- | --------------------- | -------------------------- | --------------------- |
| 1er                   | Elia Viviani          | Italie                | Quick-Step Floors          | 71 pts                |
| 2e                    | Magnus Cort Nielsen   | Danemark              | Astana                     | 43 pts                |
| 3e                    | Dylan Groenewegen     | Pays-Bas              | LottoNL-Jumbo              | 42 pts                |
| 4e                    | Sonny Colbrelli       | Italie                | Bahrain-Merida             | 40 pts                |
| 5e                    | Mark Cavendish        | Royaume-Uni           | Dimension Data             | 33 pts                |
| 6e                    | Nacer Bouhanni        | France                | Cofidis, Solutions Crédits | 25 pts                |
| 7e                    | Alexander Kristoff    | Norvège               | UAE Team Emirates          | 24 pts                |
| 8e                    | Adam Blythe           | Royaume-Uni           | Aqua Blue Sport            | 20 pts                |
| 9e                    | Marcel Kittel         | Allemagne             | Katusha-Alpecin            | 16 pts                |
| 10e                   | Marco Haller          | Autriche              | Katusha-Alpecin            | 16 pts                |

| Classement du meilleur jeune | Classement du meilleur jeune | Classement du meilleur jeune | Classement du meilleur jeune | Classement du meilleur jeune |
| Coureur                      | Coureur                      | Pays                         | Équipe                       | Temps                        |
| ---------------------------- | ---------------------------- | ---------------------------- | ---------------------------- | ---------------------------- |
| 1er                          | Magnus Cort Nielsen          | Danemark                     | Astana                       | 19 h 05 min 58 s             |
| 2e                           | Nathan Van Hooydonck         | Belgique                     | BMC Racing Team              | + 5 s                        |
| 3e                           | Loïc Vliegen                 | Belgique                     | BMC Racing Team              | + 6 s                        |
| 4e                           | Timo Roosen                  | Pays-Bas                     | LottoNL-Jumbo                | + 8 s                        |
| 5e                           | Rick Zabel                   | Allemagne                    | Katusha-Alpecin              | + 12 s                       |
| 6e                           | Brandon McNulty              | États-Unis                   | Rally Cycling                | + 22 s                       |
| 7e                           | Amund Grøndahl Jansen        | Norvège                      | LottoNL-Jumbo                | + 59 s                       |
| 8e                           | Nazaerbieke Bieken           | Chine                        | Mitchelton-BikeExchange      | + 2 min 23 s                 |
| 9e                           | Nils Politt                  | Allemagne                    | Katusha-Alpecin              | + 2 min 23 s                 |
| 10e                          | Samuel Jenner                | Australie                    | Mitchelton-BikeExchange      | + 3 min 11 s                 |

| Classement du meilleur jeune | Classement du meilleur jeune | Classement du meilleur jeune | Classement du meilleur jeune | Classement du meilleur jeune |
| Coureur                      | Coureur                      | Pays                         | Équipe                       | Temps                        |
| ---------------------------- | ---------------------------- | ---------------------------- | ---------------------------- | ---------------------------- |
| 1er                          | Magnus Cort Nielsen          | Danemark                     | Astana                       | 19 h 05 min 58 s             |
| 2e                           | Nathan Van Hooydonck         | Belgique                     | BMC Racing Team              | + 5 s                        |
| 3e                           | Loïc Vliegen                 | Belgique                     | BMC Racing Team              | + 6 s                        |
| 4e                           | Timo Roosen                  | Pays-Bas                     | LottoNL-Jumbo                | + 8 s                        |
| 5e                           | Rick Zabel                   | Allemagne                    | Katusha-Alpecin              | + 12 s                       |
| 6e                           | Brandon McNulty              | États-Unis                   | Rally Cycling                | + 22 s                       |
| 7e                           | Amund Grøndahl Jansen        | Norvège                      | LottoNL-Jumbo                | + 59 s                       |
| 8e                           | Nazaerbieke Bieken           | Chine                        | Mitchelton-BikeExchange      | + 2 min 23 s                 |
| 9e                           | Nils Politt                  | Allemagne                    | Katusha-Alpecin              | + 2 min 23 s                 |
| 10e                          | Samuel Jenner                | Australie                    | Mitchelton-BikeExchange      | + 3 min 11 s                 |

## Classements UCI
La course attribue le même nombre de points pour l'UCI Asia Tour 2018 et le Classement mondial UCI (pour tous les coureurs).
| Position           | 1er | 2e  | 3e  | 4e  | 5e | 6e | 7e | 8e | 9e | 10e | 11e | 12e | 13e | 14e | 15e | 16e à 30e | 31e à 40e |
| Classement général | 200 | 150 | 125 | 100 | 85 | 70 | 60 | 50 | 40 | 35  | 30  | 25  | 20  | 15  | 10  | 5         | 3         |
| Par étape          | 20  | 10  | 5   |     |    |    |    |    |    |     |     |     |     |     |     |           |           |
| Leader, par étape  | 5   |     |     |     |    |    |    |    |    |     |     |     |     |     |     |           |           |

## Évolution des classements
| Étapes             | Vainqueur          | Classement général | Classement par points | Classement des sprints intermédiaires | Classement des jeunes |
| ------------------ | ------------------ | ------------------ | --------------------- | ------------------------------------- | --------------------- |
| 1                  | Dylan Groenewegen  | Dylan Groenewegen  | Dylan Groenewegen     | Daniel Teklehaimanot                  | Dylan Groenewegen     |
| 2                  | Elia Viviani       | Dylan Groenewegen  | Dylan Groenewegen     | Nathan Van Hooydonck                  | Dylan Groenewegen     |
| 3                  | Mark Cavendish     | Elia Viviani       | Dylan Groenewegen     | Nathan Van Hooydonck                  | Nathan Van Hooydonck  |
| 4                  | Sonny Colbrelli    | Elia Viviani       | Elia Viviani          | Nathan Van Hooydonck                  | Magnus Cort Nielsen   |
| 5                  | Elia Viviani       | Elia Viviani       | Elia Viviani          | Quentin Valognes                      | Magnus Cort Nielsen   |
| Classements finals | Classements finals | Elia Viviani       | Elia Viviani          | Quentin Valognes                      | Magnus Cort Nielsen   |